# Pristimantis altamnis
Pristimantis altamnis es una especie de anfibio anuro de la familia Craugastoridae. Esta especie es endémica del este del Ecuador. Se encuentra entre los 400 y 1000 m de altitud. Su presencia es incierta en Colombia y en Perú.

## Publicación original
- Elmer & Cannatella, 2008 : Three new species of leaflitter frogs from the upper Amazon forests: cryptic diversity within Pristimantis "ockendeni" (Anura: Strabomantidae) in Ecuador. Zootaxa, no 1784, p. 11-38 (texto integral).